# سندیز
سندیز روستایی در  مرغاب از ولایت غور در کشور افغانستان است.